# Stephos pacificus
Stephos pacificus is een eenoogkreeftjessoort uit de familie van de Stephidae. De wetenschappelijke naam van de soort is voor het eerst geldig gepubliceerd in 1987 door Ohtsuka & Hiromi.